# Щербак, Владимир Николаевич (футболист)
Влади́мир Никола́евич Щерба́к (2 сентября 1959, Чистяково, Сталинская область, Украинская ССР, СССР) — советский и российский футболист, защитник.

## Карьера
Начал играть в ДЮСШ города Тореза.
Бронзовый призёр чемпионата СССР 1982 года. Участник Кубка УЕФА, где в 1982 году в составе «Спартака» провёл 6 матчей (против «Арсенала», «Харлема» и «Валенсии»).